# Clemente Peñalosa y Zúñiga
Clemente Peñalosa y Zúñiga Fernández de Velasco (1751-) fue un eclesiástico y escritor del siglo XVIII español.

## Biografía
Fue arcediano titular de la Santa Iglesia de Segovia, caballero de la real y distinguida Orden de Carlos III, y de la Real Academia de Bellas Artes de San Fernando, y tratadista de ciencia o arte militar.
Peñalosa y Zúñiga fue un escritor de moral militar sobre el origen, progreso y decadencia del honor militar, y junto a otros autores anteriores a él como Gines de Sepulveda con su obra Concordia de la disciplina militar con la cristiana, Juan López de Palacios Rubios con Tratado del esfuerzo bélico, Jerónimo Jiménez de Urrea con Diálogo de la verdadera honra militar y el Padre Fraile Diego José de Cádiz con El soldado católico en las guerras de religión; como tratados militares de arte militar debe ser recordado por su antigüedad la parte que en las Etimologías de Isidoro de Sevilla se ocupa a este ramo de los saberes humanos, y también debe mencionarse el Libro de los Estados, muy similar a otro de Raimundo Lulio, de Don Juan Manuel donde se encuentran reglas acerca del modo más apropiado de hacer la guerra, y otros autores como Diego de Salazar, Bernardino de Mendoza, Luis Gutiérrez de la Vega con un tratado de De re militari, etc.
En su obra sobre la monarquía, cuando pinta el carácter de los atenienses, dice en encomio del egregio orador Demóstenes lo siguiente: La lectura de sus arengas inimitables, dan a conocer la suma facilidad con que pierde una República entera el amor de las virtudes, por entregarse fogosamente a placeres y delirios que contrarían a las máximas rígidas de su constitución. Los esfuerzos de este orador, cuya divina elocuencia daba la paz o la guerra, ni contuvieron el desorden general, ni en los peligros que fluctuaba la libertad de su patria, ni la inclinación impetuosa a las diversiones frívolas que distraían su celo y que motivaron imponer pena de muerte a los que destinasen para las urgencias del Estado aquellos caudales que estaban reservados para sostener la magnificencia de los teatros.

## Obras
- Oratio habita in Regio ac Pontificio Angelorum-Populi Palafoxiano Seminario in laudem, Semiraii, 1771.
- El honor militar,..., Madrid, Bemito Cano, 1795.
- La monarquía, Madrid, Viuda de Ibarra, 1795.
- Memoria sobre la artillería volante o de a caballo, Junta Suprema de Gobierno de los reynos de Andalucía, 1808 (junto al mariscal de campo Vicente María de Maturana).